# Топилец
Топилец (пол. Topilec) — село в Польше, в гмине Туроснь-Косьцельна Белостокского повета Подляского воеводства. Расположено примерно в 20 км юго-западнее центра Белостока, в 9 км юго-западнее Хороща. Православные жители села являются прихожанами церкви св. Николая Чудотворца в Топилце, а католики — костёла св. Иоанна Крестителя и св. Стефана Первомученника в Хороще.

## История

### Предыстория
Историческая Чёрная Русь, на земле которой располагается Топилец, в X веке входит в состав Древнерусского государства, с XI века находится в Галицко-Волынском княжестве, а по его разделу в XIV веке переходит к Литве. Вскоре языческая Литва освобождает из под монгольского ига и другие русские княжества, включая их и расширяя свою территорию до границ Дикого поля. Вследствие этого с XIV века в стране преобладает русское православное население, а Литва именуется Великим княжеством Литовским и Русским. На западе княжество граничит с католическим Польским королевством.
14 августа 1358 года в Гродно князья литовский Кейстут и мазовецкий Земовит III заключают договор, по которому устанавливается граница, отчасти проходящая по реке Нарев, между литовской Чёрной Русью и польской Мазовией. В середине XV столетия великий князь литовский передаёт отдельные стратегически расположенные земли в феодальное владение земянам (дворянам-помещикам), обязанным ему за это воинской или административной (чиновничьей) службой. Они возводят здесь укрепления, такие как Белосток и Хорощ, вокруг которых образуется множество сёл, а вдоль близлежащих рек и в лесах со временем селятся рыбаки, пчеловоды, дровосеки. Так при впадении реки Чаплинки в реку Нарев рыбаки расчищают кусочек леса, где ставят свои жилища. Позже, обнаружив, что при разливах реки её подтапливает, они называют деревню «Топилец».

### Монастырское владение в составе Литвы
В ходе русско-литовской войны 1500—1503 годов, вызванной переходом ряда удельных литовских князей на службу к великому князю московскому Ивану III, московские войска безуспешно осаждают литовский Смоленск. При этом епископ Смоленский Иосиф Солтан остаётся верным великому князю литовскому и королю польскому Александру Ягеллончику, способствуя стойкости защитников города. За это, и в возмещение его разорённых и перешедших к Москве владений, король жалует 15 сентября 1504 года Иосифу в Чёрной Руси три поселения на государственной земле: Топилец, расположенные в 3 км от него Бацюты (обе под Хорощем) и весьма отдалённое Пыщево (под Суражем), а также выдвигает его на пост митрополита. Эти деревни, все вместе насчитывающие 12 семей жителей, Иосиф передаёт в форме вклада Супрасльскому монастырю в 1506 году.
Незадолго до этого основанная обитель находится в 14 км восточнее Белостока на левом берегу реки Супрасль, от которой и получает название. Монастырь существует на доход с пожертвованных ему вкладов, в том числе и земель с населёнными пунктами. Также как леса и водоёмы, сдаются в аренду и деревни, арендаторы которых собирают с проживающих здесь крестьян налоги — в форме оброка (деньгами или изделиями) и барщины (физическим трудом). Вольный человек становится крестьянином с той минуты, как начинает обрабатывать облагаемую налогом землю и перестаёт быть крестьянином, как только бросает земледелие и принимается за другое занятие. Он обладает правом уйти от землевладельца, но землевладелец не может согнать крестьянина с земли перед жатвой, а крестьянин не может покинуть свой участок, не рассчитавшись с хозяином по окончании жатвы. К середине XVI столетия на крестьян устанавливается бессрочная прикреплённость к земле, то есть невозможность крестьянского выхода. Крестьяне становятся монастырскими.
После передачи деревни монастырю, в Топильце возводится деревянная часовня, а в 1545 году её перестраивают в церковь св. Николая Чудотворца. Деревня становится селом Топилец, а храм — приходским для жителей соседних деревень.
С середины XV века западные земли Чёрной Руси, граничащие с польской Мазовией, активно заселяются поляками (ляхами) и оттого именуются Подляшьем. При создании Речи Посполитой в 1569 году Южное Подляшье с городом Бельском передаётся Польскому королевству, а Северное с Белостоком остаётся в пределах Великого княжества Литовского, в составе Трокского воеводства. В 1645 году, после смерти бездетного владельца Белостока, сам город отходит к Польше. Но его окрестности, в их числе и Топилец, остаются в составе Литвы.

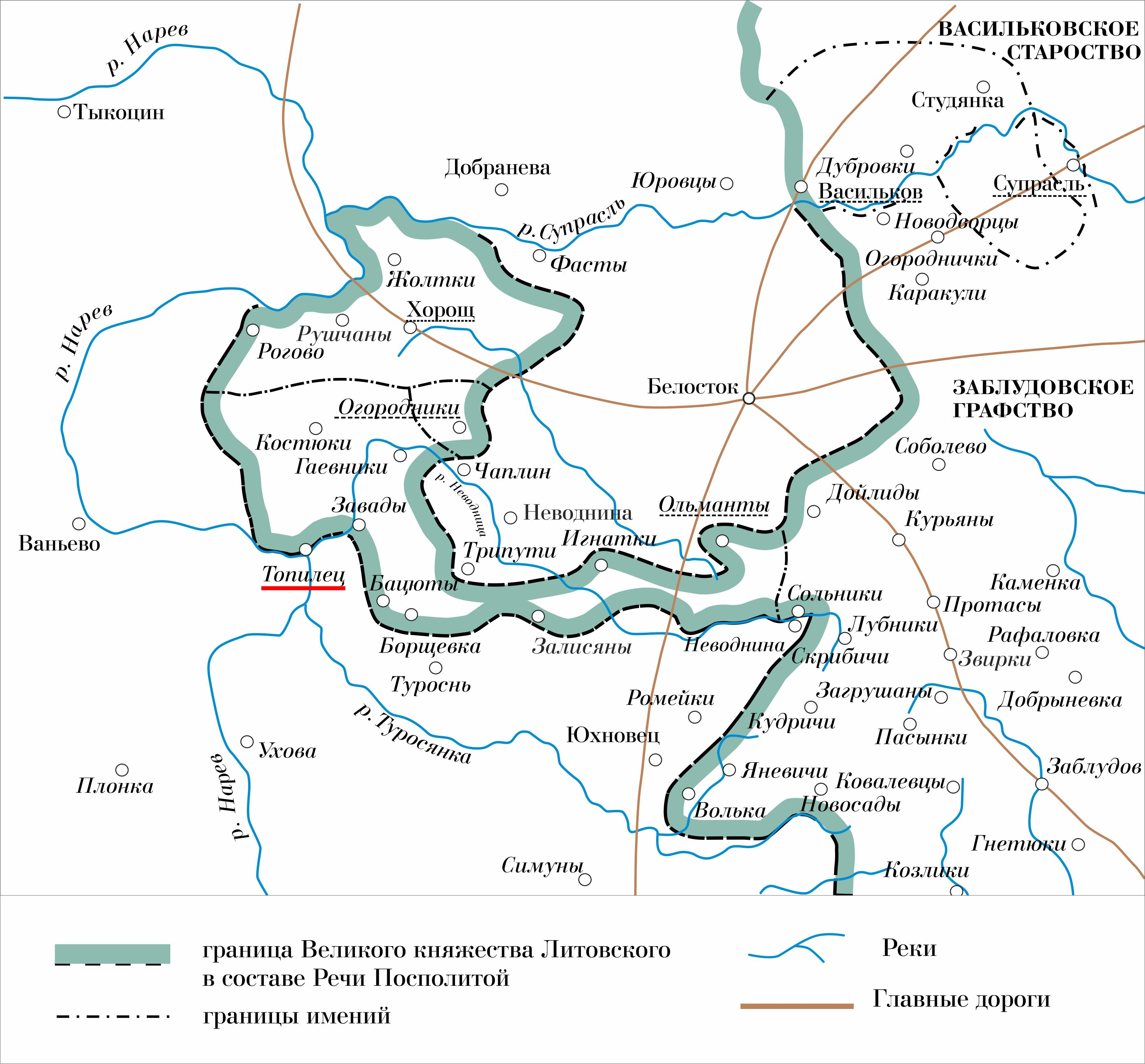
Топилец в составе Великого княжества Литовского во второй половне XVII века

Для укрепления государственной целостности, Речь Посполитая образует в 1596 году на своих православных территориях греко-католическую или униатскую церковь, литургически подчинённую Папе Римскому. Постепенно под её эгиду «переводятся» все православные приходы и внедряется католический обряд. Ответной реакцией на это является поддержка населением регулярно вспыхивающих казацко-крестьянских восстаний. Настоятели и братия Супрасльского монастыря много лет успешно противятся переходу обители в униатство. Но в 1635 году, под новым настоятелем, монастырь всё же становится базилианским, после чего и церковь Топильца с прихожанами переводится в унию.
В документах XVIII века Топилец обозначается также фольварком. В «инвентаре закристи-ризницы и всех других вещей церковных Супрасльского монастыря» от 1764 года, описываются строения в фольварках монастырских, в частности Топильца, и значится: «корчма и три дома для арендаторов и сидельцев, мельниц — 2, крепостных — 106 человек». В отчёте по «пропинационному доходу Супрасльского монастыря», составленном для обложения 10 % сбором в пользу казны в 1775 году, в перечне домов значится: «деревня Топилец, 23 дома, налог — 138 грошей».

### Казённое владение Пруссии
В период правления последнего короля Станислава II Августа, территория Речи Посполитой в три этапа с 1772 по 1795 год полностью разделяется между соседями — Австрией, Пруссией и Россией. Так Подляшье в 1795 году входит в состав провинции Новая Восточная Пруссия.
Ещё со времён реформации в Пруссии, все монастырские владения переводятся в государственную казну. Данный закон распространяется и на ново-обретённую провинцию, в результате чего Супрасльский монастырь 28 июля 1896 года лишается всех своих имений, в том числе и Топильца. Из монастырских, крестьяне Топильца становятся экономическими / казёнными. По новой введённой немцами административной системе управления, Топилец подчинён Фастовскому амту Белостокского камерального департамента. Форсируется немецкая колонизация земель и быта.
После победы Наполеона в русско-прусско-французской войне 1807 года, новая провинция отторгается от Пруссии. Её западная часть отходит созданному под французским протекторатом Варшавскому герцогству, а Белосток с окрестностями передаётся России, где образует Белостокскую область.

### Казённое владение Российской империи
При вхождении в Российскую империю Топилец переходит из прусской в российскую казну, и вместе с соседней деревней Бацюты образует казённое имение Бацюты-Топилец. В первое время принадлежность к Фастам и деление на казённые/экономические амты сохраняется; юридически они становятся аналогами казённых волостей. Согласно ревизской сказке 1834 года в Топильце проживает 56 душ мужского и 75 душ женского пола, итого 131 человек.
В составе России возобновляется поддержка православия, а униатство вскоре полностью вытесняется из страны. Так, униатский приход в Топильце переводится в православие 23 марта 1839 года. Число прихожан церкви на этот год, включая жителей имения Бацюты-Топилец, составляет 875 человек.
В 1837—1841 годы, в результате реформы Киселёва, амты упраздняются, земли реорганизуются и делятся на волости, складывающиеся в свою очередь из новообразованных сельских обществ (общин или миров), состоящих из одной или нескольких соседних деревень. В общинах крестьяне получают самоуправление и возможность решать мирским сходом общественные дела, такие как: выбор должностных лиц, раскладка и отправление налогов. Кроме того, мирскому сходу предоставляется право удалять порочных членов из своей среды, например отдачей в рекруты. Но «крепость» государственных крестьян к земле остаётся прежней. По итогу реформы Топилец, Бацюты и смежные деревни образуют Бацютовское сельское общество, а волостное управление переводится из Фастов в Хорощ.
Казённая палата Белостокской области (с 1842 года — Гродненской губернии) регулярно проводит люстрации своих имуществ и составляет инвентари. Так, согласно инвентарю казённого имения Бацюты-Топилец 1845 года, оно состоит из шести деревень: Бацюты, Топилец, Завады, Гайовники, Зачерляны и Косцюки. Во всём имении дворов тяглых — 124, полутяглых — 6, огородников — 12, бобылей — 24, итого 166. Душ ревизских мужского пола — 542. Общее пространство: земли — 3 552,98 десятин, леса — 541,95 десятин; сверх сего церковной: земли — 460,4 десятин и леса — 1,91 десятин. Итого 4 795 десятин. Крестьяне обрабатывают 2 424,16 десятин. Всё имение управляется из Топильца, где находится жилой дом для арендатора.
По непроверенным данным не сохранившейся ревизской сказки1858 года в селе Топилец проживают 66 душ мужского пола.
В проекте поверочно-люстрационного инвентаря за 1859 год, в имении указано: дворов тяглых — 118, полутяглых — 13, огородников — 9, бобылей — 10, итого 150. Душ ревизских мужского пола — 571. Крестьяне кроме хлебопашества занимаются рыбным промыслом, состояние их посредственное. У всех хозяев находится скота голов: рабочего — 416, прочего крупного — 308, мелкого — 2 719. В имении 5 корчм, 2 мукомольные мельницы (в урочище Гайовники и урочище Стаськах на реке Чаплинке), 2 рыбные ловли. Имение состоит уже, помимо перечисленных выше шести деревень, дополнительно из выселка Сезковизна и фермы Топилец.
Ферма Топилец основывается казённым управлением в начале XIX века на осушённых от болот землях имения, северо-западнее деревни Топилец. В инвентаре 1845 года эта земля ещё именуется экономической запашкой и составляет 527,09 десятин и отдана в аренду с торгов. На 1863 год это урочище Топилец, которое держит с публичных торгов арендатор Доманский.
По люстрационному акту 1869 года в селе Топилец крестьян-собственников: дворов — 22, наличных душ — 84. Около 1865 года западнее села возникает выселок Топилец (он же колония Топилец, он же Новый Топилец) на 1869 год с 11 дворами и 37 душами мужского пола.
Леса, занимающие большую часть имения, также сдаются в аренду и образуют Топилецкую лесную дачу.

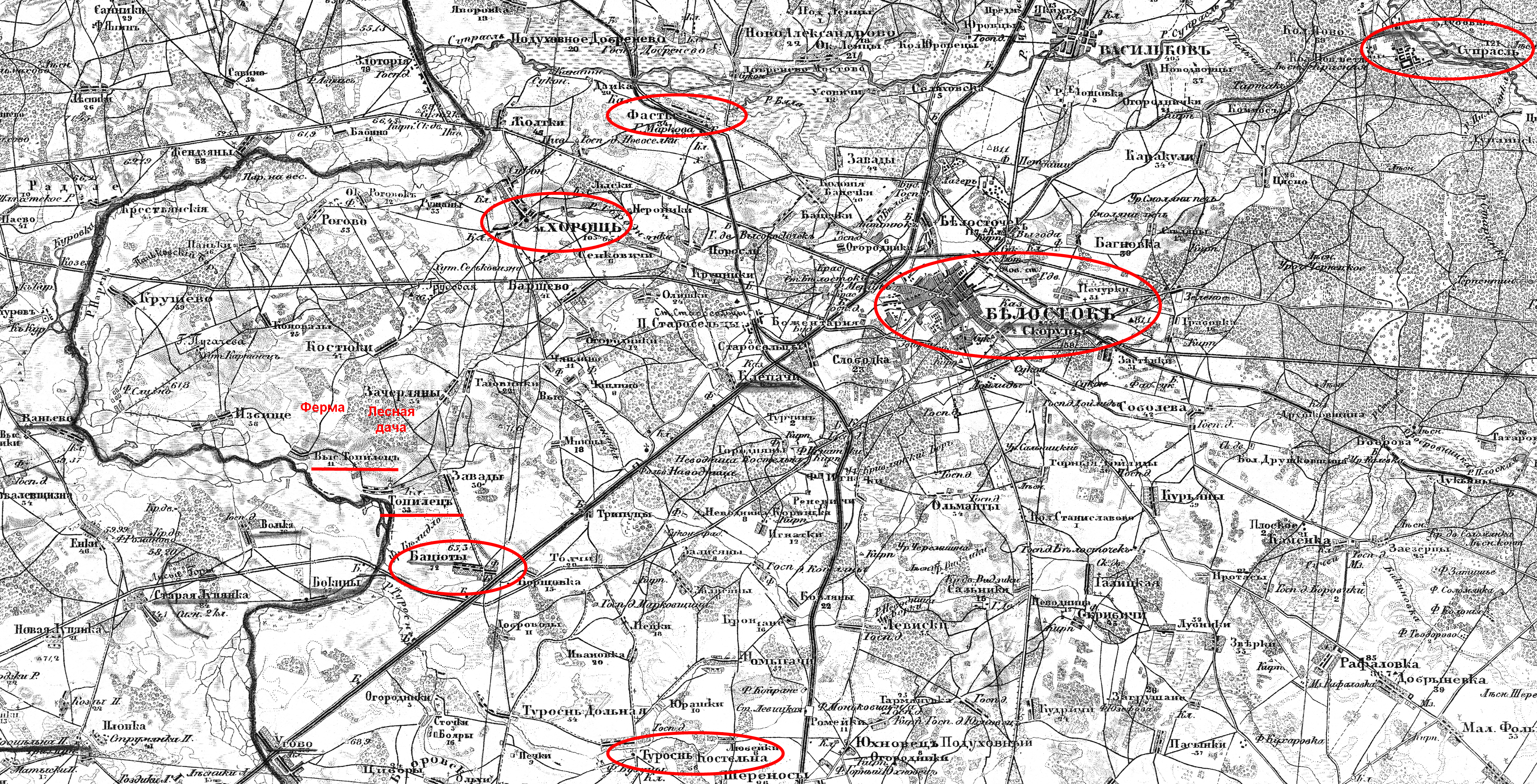
Окрестности Топильца на 1863 год

Законом от 24 ноября 1866 года государственные крестьяне освобождаются от «крепости» к государственной земле и получают свободу перемещения. Но земли, находящиеся в их пользовании, и далее остаются в собственности казны, а крестьяне платят за них арендную плату. По закону от 12 июня 1886 государственные крестьяне переводятся на выкуп, то есть по собственному желанию получают право либо продолжать платить арендную плату, либо заключить с государством выкупную сделку и приобрести свой надел в собственность по рыночной цене. В таком случае арендная плата преобразовывается в выкупные платежи с рассрочкой до 49½ лет, что эффективно прибавляет лишь 45 % к арендной плате. Под влиянием революции 1905 года, государство освобождает крестьян от дальнейшей выплаты выкупных платежей с 1 января 1907 года в рамках столыпинской аграрной реформы. С 1866 года село и выселок Топилец образуют отдельное от Бацют и смежных деревень Топилецкое сельское общество. В 1889 году оно выкупает часть государственных земель, а его жители именуются крестьянами-собственниками.
Ещё с 1852 по 1862 год через земли казённого имения, несколько южнее Бацют, прокладывается Петербурго-Варшавская железная дорога, способствующая экономическому развитию региона. На протяжении всего XIX века в губернии отмечается значительный рост населения и народного хозяйства. Немалую часть жителей продолжают составлять поляки, сохраняющие за собой влиятельные позиции в социальной иерархии края.
При кладбище в Топильце с 1819 года имеется кладбищенское братство, а с 1864 года — церковно-приходское попечительство.

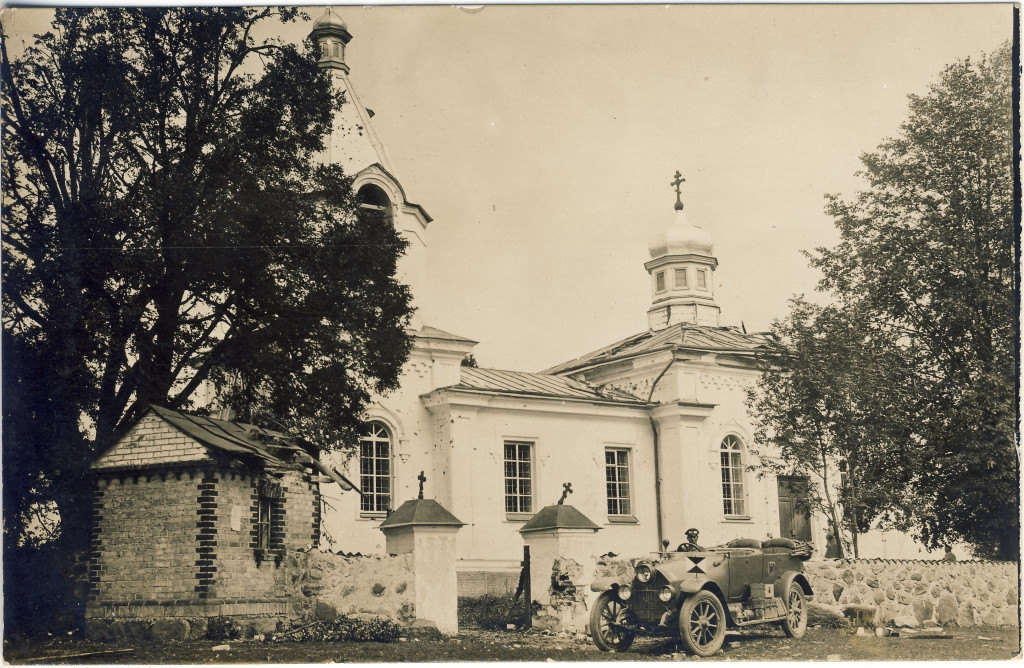
Церковь св. Николая Чудотворца с разрушенями Первой мировой войны, офицер оккупационной немецкой армии в автомобиле, снимок 1915 года

В 1872 году на месте обветшавшего старого деревянного храма, в Топильце освящается новая каменная церковь. В 1884 году при ней открывается приходская школа. Из деталей старой деревянной церкви в 1871 году на местном кладбище строится Георгиевская часовня, которая в 1882 году расширяется до размеров церкви. На 1897 год при церкви значится прихожан: 768 мужского пола и 723 женского, а всех 1 491 человек в 10 селениях. В 1906 году в селе и выселке Топилец проживают 206 человек.

### В составе Польской Республики
Оказавшись в эпицентре боёв Первой мировой войны, жители Топильца эвакуируются во внутренние губернии России. Село занимают части 150-го немецкого пехотного полка из прусского Алленштайна. 25 августа 1915 году в бою погибают 19 немецких и 10 русских солдат. О захоронении немцев в центре села напоминает небольшой обелиск с именами, о русских — массивный дубовый крест. В 2007 оба захоронения реконструированы.
По окончании войны из охваченной коммунизмом России возвращаются лишь 2/3 жителей. По переписи населения 1921 года в селе Топилец проживают 88 человек (42 мужчины и 46 женщин) в 12 дворах и 2 зданиях, приспособленных для проживания. В колонии Топилец — 44 жителя в 5 дворах. Процесс возвращения продолжается до 1922 года. Оба населённых пункта оказываются в составе Польской Республики (гмина Хорощь, Белостокский повет и воеводство), властями которой проводится активная полонизация населения. Это приводит к устремлению взглядов части православного населения в сторону Советской России.
Согласно люстрации 1926 года в селе Топилец — 22 двора (84 жителей), а в колонии Топилец — 21 двор. В 1934 году количество жителей села и колонии достигает 203 человек. В 1939 году в селе с колонией числятся 86 домохозяйств. В связи с ростом населения, гминой проводятся работы по межеванию и перераспределению сельскохозяйственных земель.

### В составе СССР и под немецкой оккупацией
В результате пакта между Германией и Советским Союзом, земли Польской Республики осенью 1939 года делятся между двумя странами. Топилец становится частью коммуны Хорощ Белостокского района одноимённой области БССР. Если по началу у части жителей, ранее состоявших в подпольных советских организациях, и присутствует некий энтузиазм по поводу воссоединения с Россией, то вскоре он угасает. Двоих жителей села Топилец арестовывают в октябре 1939-го, а их семьи депортируют в Казахстан 13 апреля 1940 года. А 10 февраля 1940 года лесничего дачи Топилец депортируют с семьёй на Алтай. Новые власти сразу же основывают колхоз имени Чапаева, куда переводятся земли крестьян села и колонии Топилец. Как уже десятилетием ранее в других регионах Советской России, коллективизация приводит к голоду крестьянского населения.
По началу Великой Отечественной войны летом 1941 года и приходу в Топилец немцев, колхоз разваливается, а бывшие хозяева разбирают скот обратно. Крестьяне восстанавливают границы своих бывших земель и приступают к их индивидуальной обработке. Во время оккупации немцы увозят из села и колонии Топилец на принудительные работы в Восточную Пруссию, по крайней мере, 10 человек, в том числе одну семью с двумя маленькими детьми. Одного жителя села Топилец расстреливают за побег с работы. Это приводит к тому, что часть жителей прятается в окрестных сёлах, а часть ударяется в бега. С возвращением отрядов красной армии, часть жителей рекрутируют в ряды солдат.

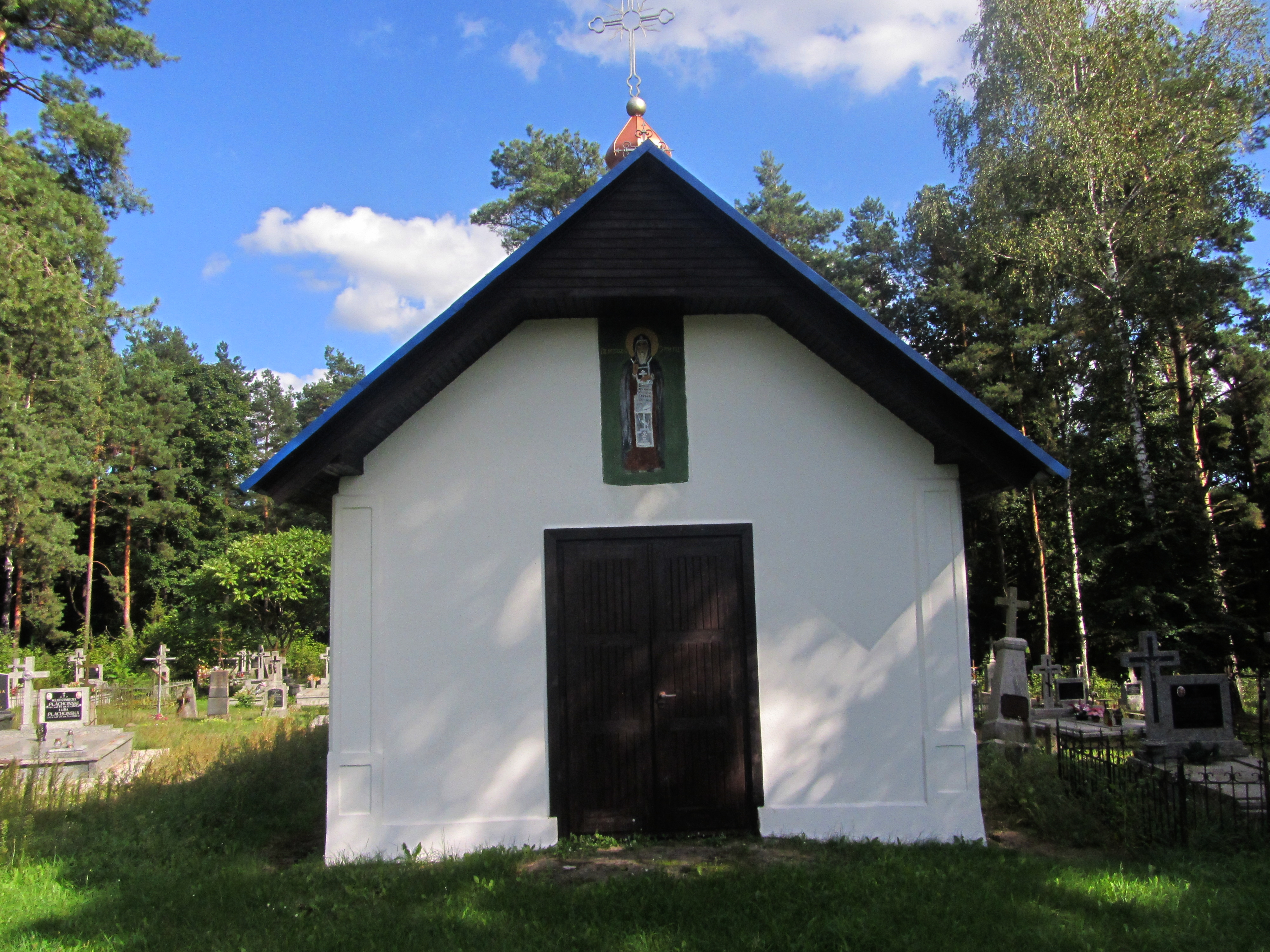
Построенная на остатках обветшавшей кладбищенской церкви в 1950-х годах часовня в честь св. Георгия. В 2007 году обновлена в камне.

### В составе Польской Народной Республики и современной Польши
Новая граница СССР с Польшей определяется соглашениями 1944—1946 годов, по которым Белостокский район отходит к Польской Народной Республике и включается в Белостокское воеводство. Сторонами принимается решение об обмене населением, начинается агитация, подкреплённая насилием, к выезду православных в СССР. Одновременно польские подпольные националисты убивают 26 жителей Топилецкого прихода, что приводит к отъезду 751 человека. Весной 1946 года село Топилец покидают 65 человек, колонию Топилец — 47 человек, 13 человек остаются. Большинство из уехавших селится в БССР, в городе Барановичи, где их вновь ожидает коллективизация. В опустевших домах селятся поляки из земель, отошедших к Советскому Союзу, которые также были вынуждены покинуть родину из-за изменения государственной границы. Так до 1939 года в приходе села Топилец проживает около 2 000 прихожан, а после 1946 года — около 500 православных. 
В 1956 году в селе заканчивается мощение дорог, в 1967 году Топилец электрифицируют, село подключается к водопроводу. Но молодое поколение устремляется в города, и население Топильца уменьшается, что приводит в 1974 году к закрытию из-за малого числа детей четырёхклассной начальной школы, проработавшей 28 лет.
На 2011 год в Топильце проживает 61 человек. Часть жителей занимается промышленным птицеводством на местных птицефабриках. Село находится в буферной зоне Нарвянского национального парка . Для привлечения туристов этот район именуется «польской Амазонкой», здесь построены смотровые башни для орнитологов. В Топильце действует сельская гостиница с соломенной крышей.

## Административный обзор
- до 1569 года — Великое княжество Литовское, Трокское воеводство, Гродненский повет, имение Бацюты-Топилец (Baciuty-Topilec), владение православного Супрасльского монастыря, жители – монастырские крестьяне, православные

- 1569 – 1795 — Речь Посполитая, Великое княжество Литовское, Трокское воеводство, Гродненский повет, имение Бацюты-Топилец (Baciuty-Topilec), владение православного, с 1635 года базилианского Супрасльский монастырь, жители – монастырские крестьяне, православные, с 1631 года – униаты

- 1795 – 1807 — Прусское королевство, Новая Восточная Пруссия, департамент Белосток, округ Белосток, Фастовский амт, с 1796 года владение казны, жители – казённые крестьяне, униаты

- 1807 – 1842 — Российская империя, Белостокская область, Белостокский уезд, Фастовский экономический амт, владение казны, жители – казённые крестьяне, униаты, с 1839 года – православные

- 1842 – 1919 — Российская империя, Гродненская губерния, Белостокский уезд, Хорощанская волость, Бацютовское сельское общество, владение казны, жители с 1866/69 года – крестьяне-собственники Топилецкого сельского общества, православные

- 1919 – 1939 — Польская Республика, Белостокское воеводство, Белостокский повет, Хорощанская волость, крестьяне-собственники, православные

- 1939 – 1946 — СССР, БССР, Белостокский район, коммуна Хорощ, колхозники, православные, с 1941 по 1944 год Топилец оккупирован Германией

- после 1946 года — Польская Народная Республика, Белостокское воеводство, Белостокский повет, Хорощанская волость, крестьяне, смешано православные и католики, с 1989 года – Республика Польша

## Приход Топилецкой церкви
В приход Топилецкой православной церкви на 1899 год входят помимо села Топилец, деревни: Барщевка, Бацюты, Гаевники, Завады, Зачеляны, Корицкая Невадница, Костюки, Новый Топилец и Толчи.

## Достопримечательности
- Нарвянский национальный парк со смотровыми башнями для орнитологов
- сельская гостиница с соломенной крышей
- церковь св. Николая Чудотворца[19]
- кладбищенская часовня в честь св. Георгия
- памятник погибшим немецким войнам Первой мировой войны
- памятник погибшим российским войнам Первой мировой войны